# Zawilec narcyzowy
Zawilec narcyzowy, z. narcyzowaty (Anemone narcissiflora L.) – gatunek rośliny z rodziny jaskrowatych. Występuje w południowej i środkowej Europie, w Azji i Ameryce Północnej. W Polsce rośnie tylko w Tatrach, w Sudetach (Karkonoszach), w Bieszczadach i na Babiej Górze. Wyjątkowo można go też spotkać na Roztoczu i Wyżynie Lubelskiej.

## Morfologia
ŁodygaNierozgałęziona łodyga kwiatowa ma wysokość 50 – 70 cm i cała jest owłosiona. Dolna jej część jest bezlistna, dopiero tuż pod nasadą kwiatostanu wyrasta w okółku kilka liści, dużo mniejszych od liści odziomkowych. Są one trójdzielne, podzielone na nierówne części. Osadzone są na łodydze siedząco, przy czym ich nasady są zrośnięte. Po liściach tych łatwo można odróżnić zawilca narcyzowatego od innych gatunków zawilców.
LiścieLiści odziomkowych jest od 4 do 8. Mają one długie ogonki, a ich blaszka liściowa jest dłoniasto trójdzielna, a każda z części jeszcze jest trzykrotnie wcięta. Wszystkie liście, łącznie z ogonkami są owłosione.
KwiatyNa szczycie łodygi kwiatowej, tuż nad okółkiem liści łodygowych wyrasta kilka kwiatów, tworząc mały baldach. Białe kwiaty mają promienistą budowę. Okwiat nie jest zróżnicowany na kielich i koronę, składa się z 6 do 8 działek, szeroko otwartych, które z zewnątrz są lekko różowe.
OwocOskrzydlone, duże, płaskie niełupki.

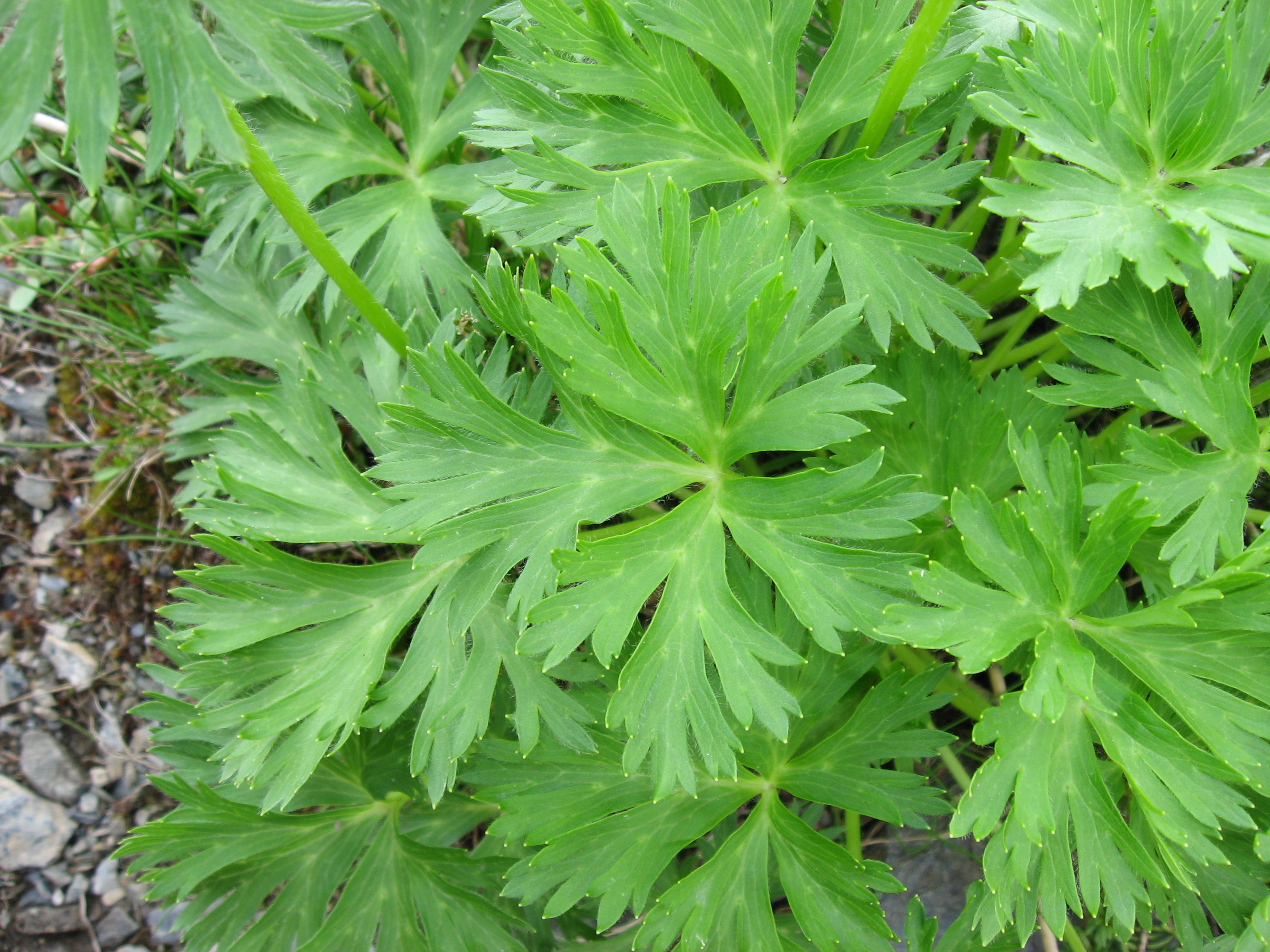
Liście
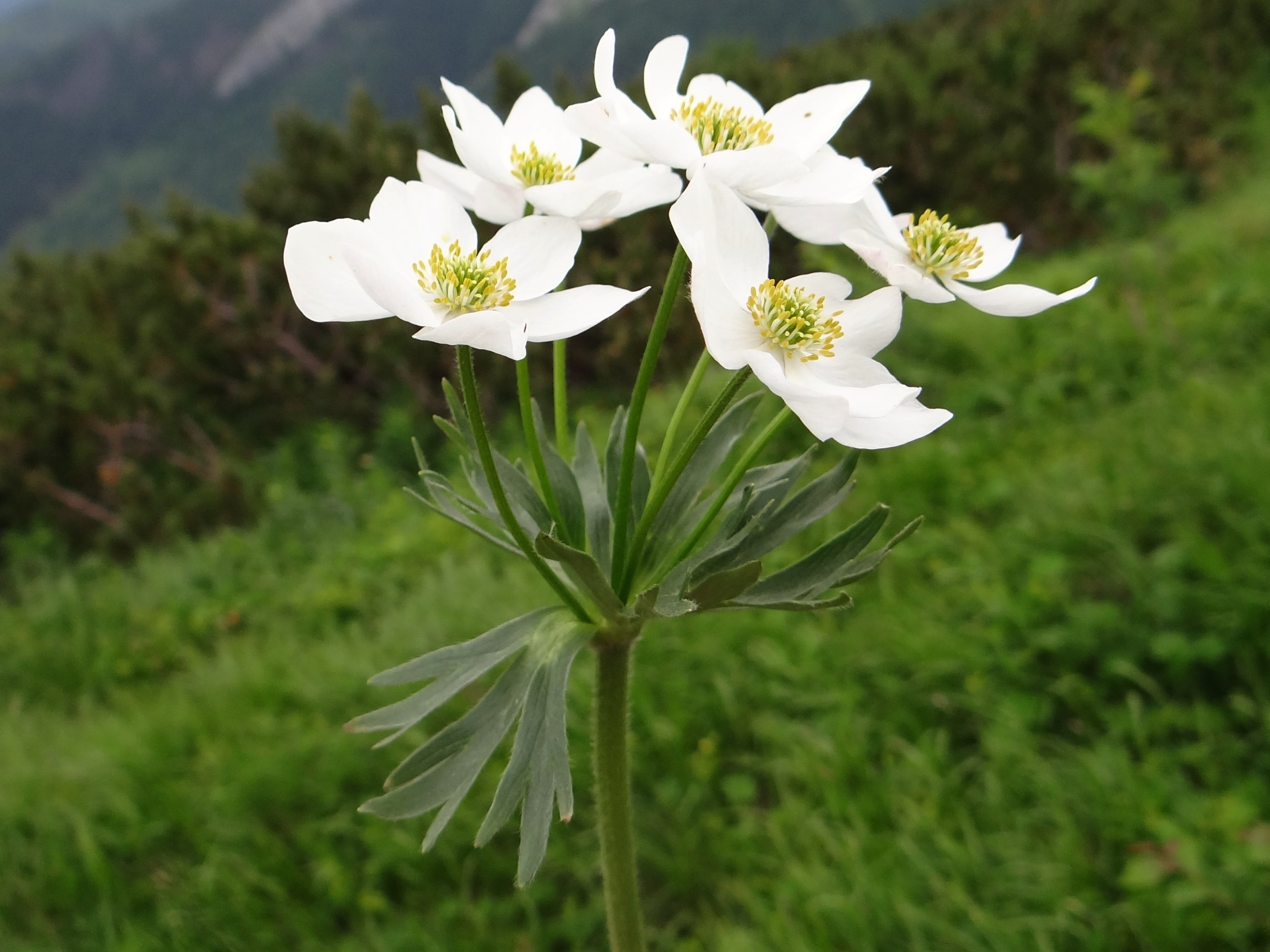
Kwiatostan
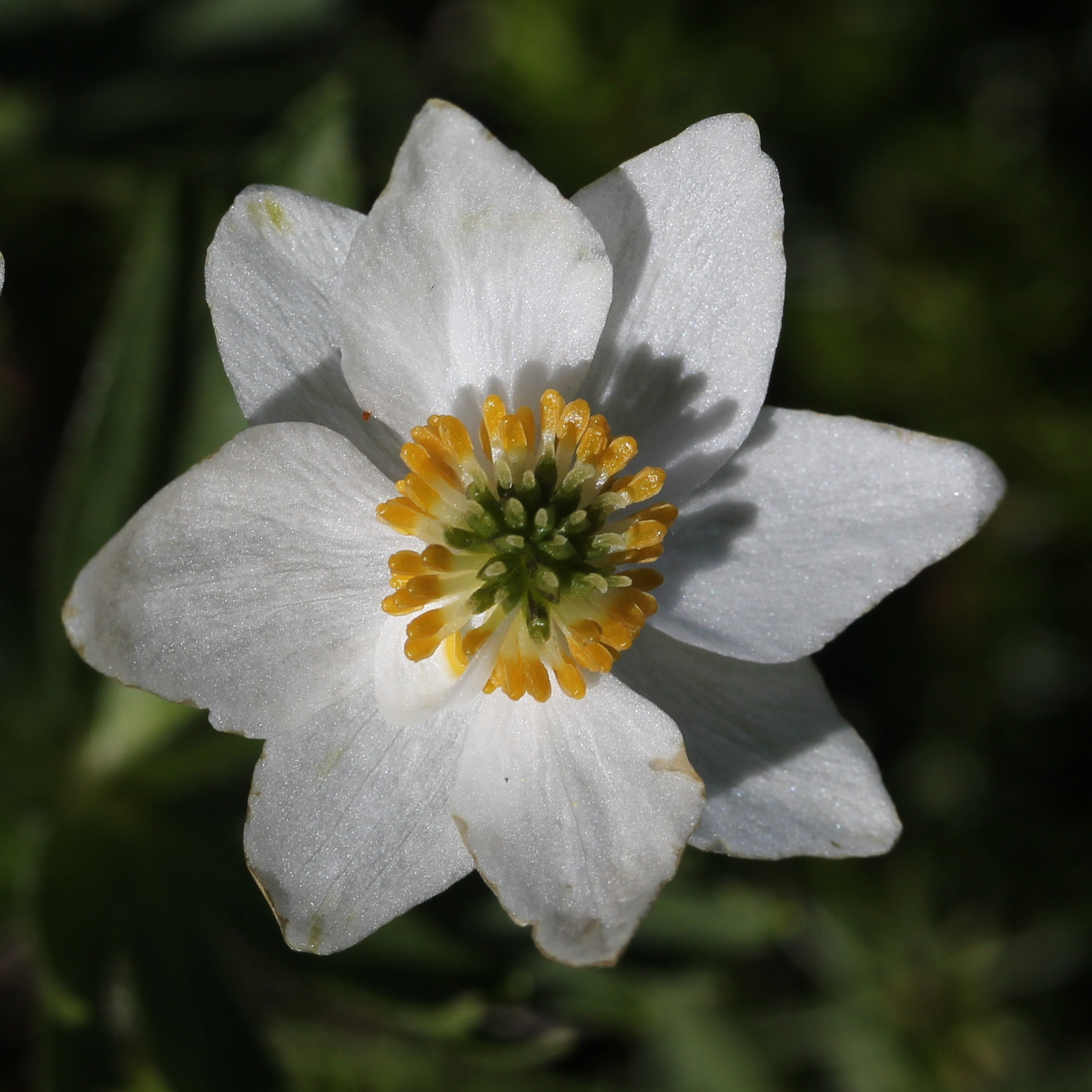
Kwiat
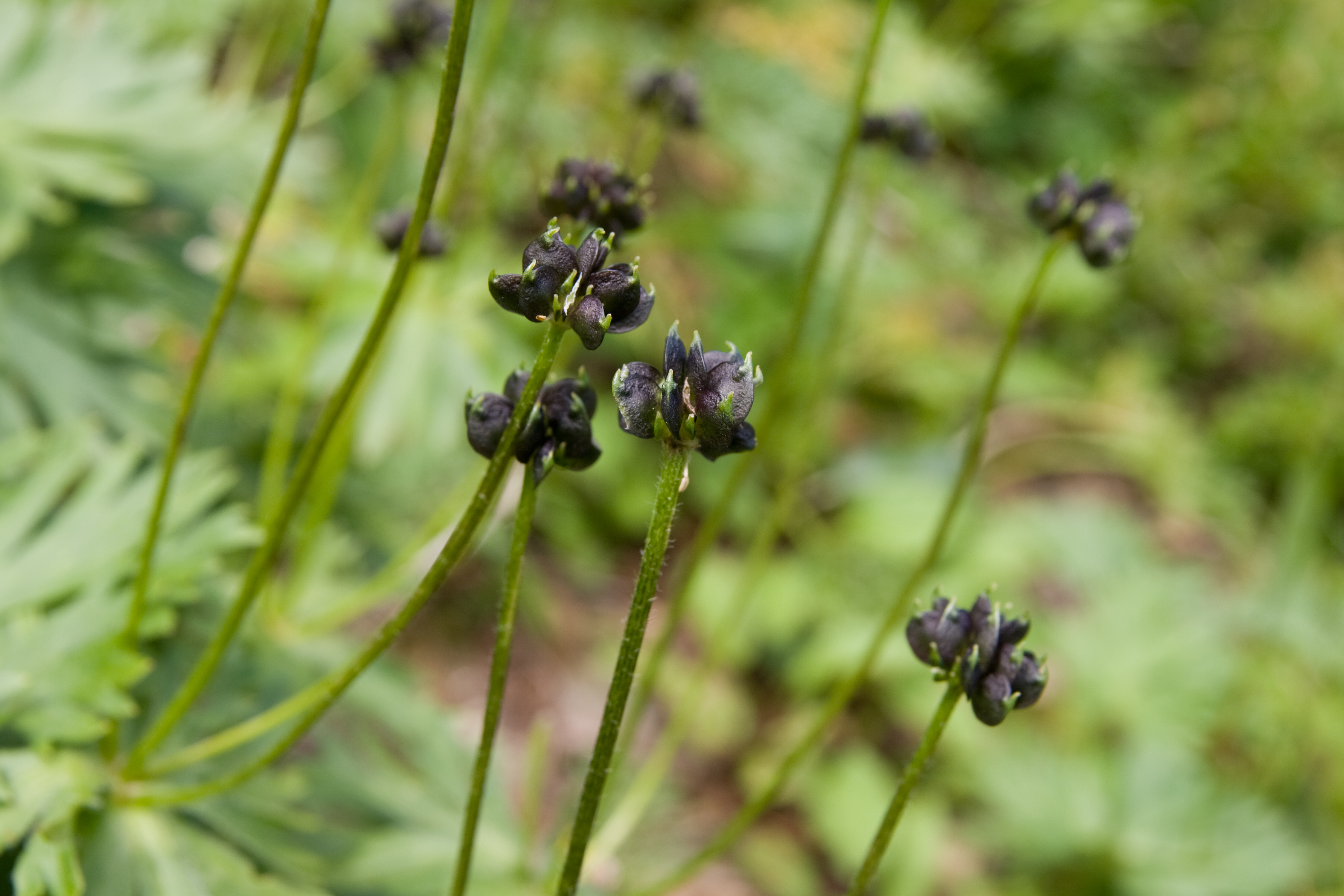
Owoce

## Biologia i ekologia
- Rozwój: bylina. Kwitnie od czerwca do sierpnia. Kwiaty nie wytwarzają nektaru, mimo to są odwiedzane i zapylane przez owady, które odżywiają się wytwarzanym w dużych ilościach pyłkiem. Skrzydełko umożliwia nasionom rozsiewanie przez wiatr.
- Roślina trująca: cała roślina, podobnie, jak i inne gatunki jaskrowatych, zawiera trujący glikozyd – ranunkulinę o piekącym smaku. Sok z rośliny powoduje na skórze stan zapalny. U zwierząt zjadających zawilce występują drgawki, krwiomocz, biegunka, zaburzenia w pracy układu oddechowego i serca.

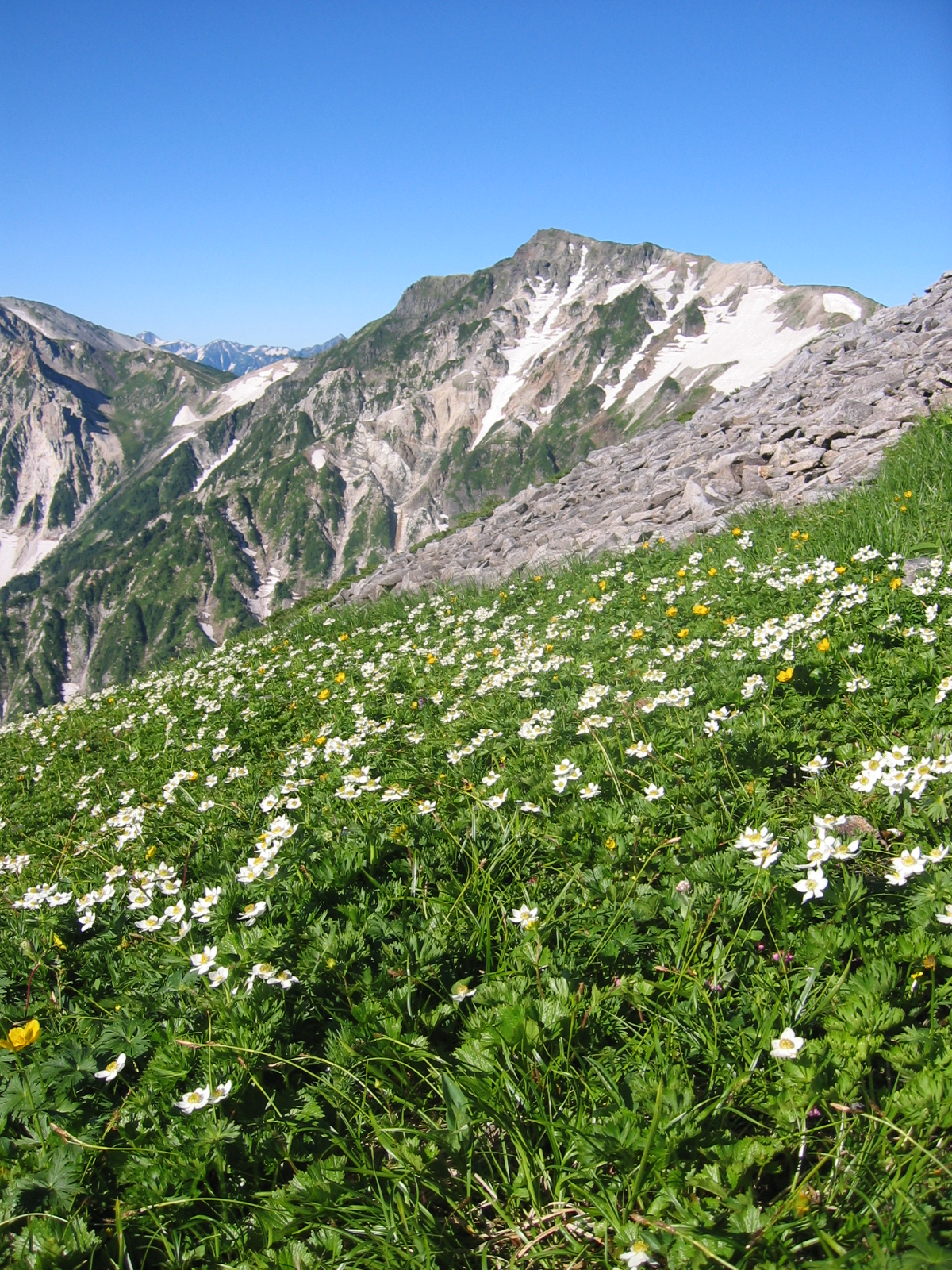
Siedlisko

- Siedlisko: typowa roślina górska. Rośnie w szczelinach i na półkach skałek, na halach górskich, na zboczach gór. Można go spotkać zarówno na podłożu wapiennym, jak i granitowym. W Tatrach rośnie do wysokości 2500 m n.p.m., głównie w piętrze kosówki i piętrze hal.

## Systematyka i zmienność
Występuje w kilku podgatunkach, m.in. są to:
- Anemone narcissiflora subsp. narcissiflora, syn. Anemone fasciculata L.
- Anemone narcissiflora subsp. sibirica, syn. Anemone sibirica L.

Często uznawane są one za oddzielne gatunki.

## Zagrożenia i ochrona
Od 2014 roku gatunek jest objęty w Polsce ochroną częściową. W latach 1946–2014 znajdował się pod ochroną ścisłą. Z wyjątkiem sporadycznych przypadków wykopywania go do ogródków przydomowych czy zrywania, nie jest obecnie zagrożony. Prawie wszystkie jego stanowiska w Polsce znajdują się w czterech górskich parkach narodowych: babiogórskim, bieszczadzkim, karkonoskim i tatrzańskim. 